# Agrache
Agrache és la denominació colonial d'una regió del Sàhara on es van descobrir el 1960 mines de ferro. Avui sota administració marroquina.

## Descoberta
Les investigacions geològiques espanyoles també van indicar la presència de titani, vanadi, zinc, urani, coure, or, gas natural, magnetita i ferro. Les reserves de mineral de ferro s'estimaven en 70 milions de tones
Els dipòsits de Sàhara són una continuació dels dipòsits a Zouerate, Mauritània, que foren explotats originalment pels francesos. S'han trobat reserves de ferro amb un valor d'assaig del 65 per cent als dipòsits d'Agrache a l'Oed el Dahab del Sàhara Occidental. La possibilitat d'aconseguir l'accés a aquestes reserves va ser un motiu fort darrere de les reclamacions de Mauritània sobre el territori de l'Oed el Dahab, ja que les fonts properes d'extracció, al ritme actual d'extracció, s'esgotaran aviat. Entre els interessos estrangers que van donar suport al Marroc i Mauritània i que es van oferir a finançar el desenvolupament d'aquesta mina al Sàhara Occidental, hi havia l'Aràbia Saudita, que va concedir 50 milions de dòlars.